# Philippe Marçais
Philippe Marçais (Algeri, 16 marzo 1910 – Parigi, 31 maggio 1984) è stato un linguista, arabista e politico francese.

## Biografia
Figlio di William Marçais, fu come lui professore nella Facoltà di Lettere dell'Università di Algeri,  di cui divenne anche decano prima di abbandonare quella posizione per candidarsi a deputato, nella vana speranza di contribuire a evitare la perdita dell'Algeria francese.

## Opere
- Le parler arabe de Djidjelli (Nord constantinois, Algérie), Paris, Librairie d'Amérique et d'Orient, Publications de l'Institut d'Études Orientales d'Alger, 1952.
- Textes arabes de Djidjelli, texte, transcription et traduction, Paris, Presses Universitaires de France, 1954.
- Esquisse grammaticale de l'arabe maghrébin, Paris, Librairie d'Amérique et d'Orient, 1977.
- con MS.S Hamrouni, Textes d'arabe maghrébin, Paris, Librairie d'Amérique et d'Orient, 1977.
- Textes arabes du Fezzân, texte et traduction, Paris, Droz, 2001.